# Ambasada României în Germania

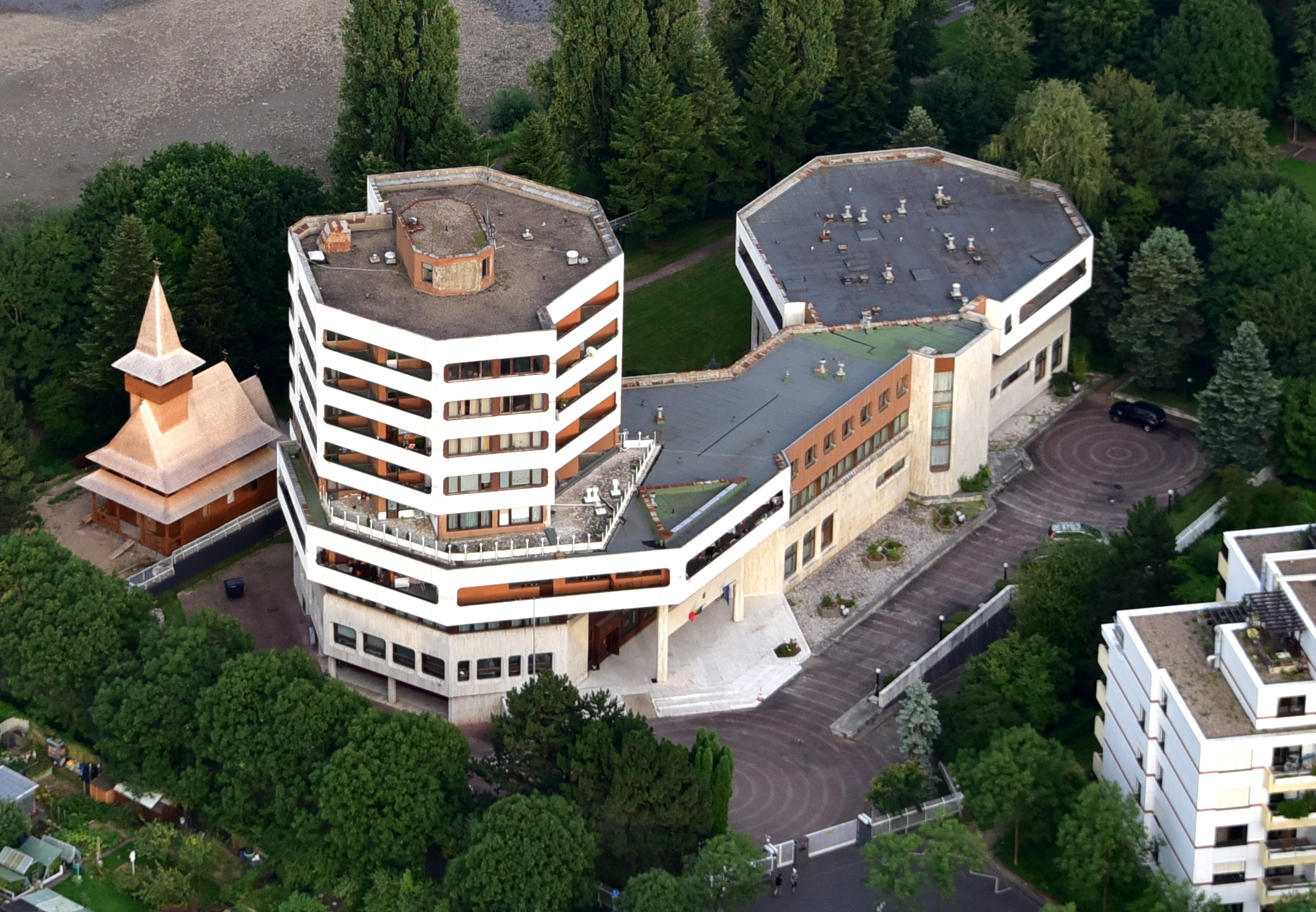
Fosta clădire a ambasadei de la Bonn

Ambasada României în Germania (în germană Rumänische Botschaft in Berlin) este misiunea diplomatică a României în Germania. Sediul ambasadei se află la Berlin.
România are consulate generale la Bonn, München și Stuttgart și consulate onorifice la Leipzig și Neustadt an der Weinstraße.

## Istoric
România și Germania au întreținut relații diplomatice din 20 februarie 1880, după ce Imperiul German a recunoscut independența Principatului Român. După cel de-Al Doilea Război Mondial, România și Republica Democrată Germană (Germania de Est) au stabilit relații diplomatice în octombrie 1949. Din 1953 România a avut un ambasador în Berlinul de Est. România și Republica Federală Germania întrețin relații diplomatice din 31 ianuarie 1967.
Prima ambasadă a României în Republica Federală Germania s-a aflat din 1967 în cartierul Bayenthal din Köln pe Oberländer Ufer 68, iar din 1984 până în 2000 în cartierul Castell din Bonn pe Legionsweg 14. Din anul 2000, Ambasada României se află din nou în Berlin, în prezent pe Dorotheenstraße 62-66. Clădirea a fost construită în 1905-1906 de Poșta Imperială.

## Ambasadori

### Imperiul German
Până în 1944, legația română a avut sediul pe Rauchstraße 26 din Berlin.
- George Vârnav-Liteanu (1880–1888)
- Grigore Ghica-Brigadier (1888–1896)
- Alexandru A. Beldiman (1896–1916)
- Constantin G. Nano (1920–1928)
- Nicolae Petrescu-Comnen (1928–1930)
- Gheorghe Tașcă (1930–1932)
- Nicolae Petrescu-Comnen (1932–1938)
- Radu Djuvara (1938–1939)
- Radu Crutzescu (1939–1940)
- Alexandru Romalo (1940)
- Constantin-Paul Grecianu (1940-1941)
- Raoul Bossy (1941–1943)
- Ion Gheorghe (1943–1944)

### Republica Democrată Germană

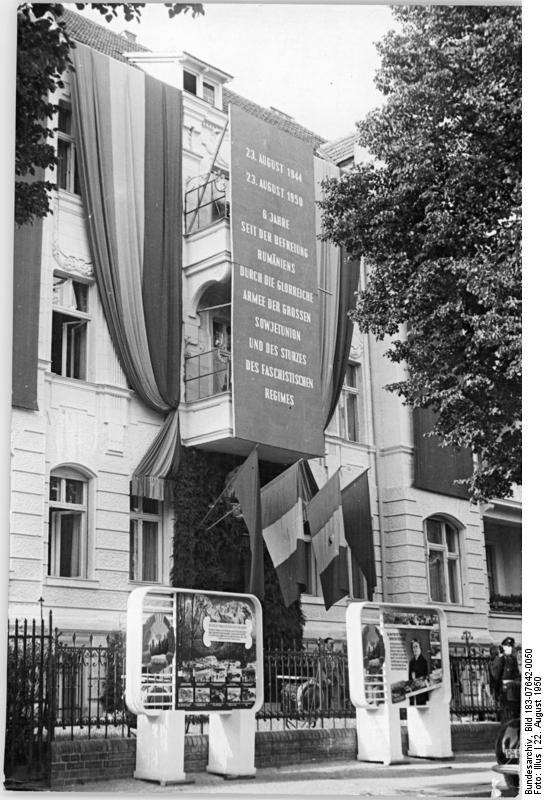
Legația României de pe Parkstr. 23 (1950)

Ambasada României în RDG era situată în Berlin-Pankow pe Parkstr. 23.
- Gheorghe Stoica (1953-1956)
- Iosif Puvak (1956-1966)
- Ștefan Cleja (1960-1966)
- Nicolae Ghenea (1966-1972)
- Vasile Vlad (1972-1976)
- Constantin Niță (1976-1978)
- Gheorghe Tache (1978-1984)
- Gheorghe Caranfil (1984-1990)

### Republica Federală Germania
- Constantin Oancea (1967-1974)[9]
- Ion Morega (1974-1980)
- Ion Râmbu (1980-1986)[10]
- Marcel Dinu (1986-1990)[10]
- Radu Comșa (1990-1995)
- Florea Dudiță (1995-1997)[11]
- Tudor Gavril Dunca (1997-2000)[12][13]
- Adrian Vierița (2002-2006)[14]
- Bogdan Mazuru (2006-2009)[15]
- Lazăr Comănescu (2009-2015)[16]
- Emil Hurezeanu (2015-2021)[17]
- Adriana Stănescu (2021-)[18]